# Мамедалиев, Рашид Эльшад оглы
Рашид Эльшад оглы Мамедалиев (азерб. Rəşid Elşad oğlu Məmmədəliyev; род. 21 апреля 2000) — азербайджанский дзюдоист. Член сборной Азербайджана по дзюдо. Бронзовый призёр чемпионата Европы 2025 года. Чемпион Европы среди дзюдоистов до 23 лет (2019). Четырёхкратный призёр турниров Большого шлема и Гран-при (2023, 2024), серебряный призёр XXXI Всемирной Универсиады, чемпион Азербайджана (2023, 2024).

## Карьера
Рашид Мамедалиев родился 21 апреля 2000 года.
В ноябре 2019 года стал чемпионом Европы среди дзюдоистов до 23 лет в Ижевске, одолев в финале россиянина Айюба Хажалиева. В 2022 году выиграл Кубок Европы в Целе.
В мае 2023 года Мамедалиев взял серебро на Гран-при в Линце. В июне 2023 года Мамедалиев в составе мужской сборной Азербайджана по дзюдо принимал участие на III Европейских играх в Кракове. В июле этого же года завоевал серебряную медаль на XXXI Всемирной Универсиаде в Чэнду в весовой категории до 73 кг (уступив в финале японцу Тацуки Ишихаре) и бронзу в командном турнире, где в схватке за бронзу была одержана победа над сборной Монголии. В октябре же 2023 года он завоевал бронзовую медаль на турнире Большого шлема в Абу-Даби, одолев в схватке за бронзу Джека Йонезуки из США.
В декабре 2023 года Мамедалиев выиграл чемпионат Азербайджана.
В феврале 2024 года Мамедалиев занял пятое место на турнире Большого шлема в Баку, уступив в полуфинале своему соотечественнику Хидаяту Гейдарову, а в схватке за бронзу — Артуру Маргелидону из Канады. В марте 2024 года занял второе место на Гран-при в Линце, проиграв в финале азербайджанцу Адилю Османову, представляющему Молдавию. В конце  месяца Мамедалиеву удалось дойти до финала турнира Большого шлема в турецкой Анталье, где он снова уступил Османову.
29 ноября 2024 года завоевал золотую медаль на чемпионате Азербайджана по дзюдо.
В феврале 2025 года выиграл серебро на турнире Большого шлема в Баку.